# Сумбаванга
Сумбаванга (суахили и англ. Sumbawanga) — город на юго-западе Танзании, административный центр области Руква, а также одноимённых себе городского и сельскогоокругов .

## Географическое положение
Город находится в южной части области, к западу от озера Руква, на расстоянии приблизительно 845 километров к западу-юго-западу (WSW) от столицы страны Дар-эс-Салама. Абсолютная высота — 1 768 метров над уровнем моря.

## Население
По данным официальной переписи 2002 года, население составляло 75 816 человек.
Динамика численности населения города по годам:
| 1978   | 1988   | 2002   | 2012    |
| ------ | ------ | ------ | ------- |
| 28 586 | 47 878 | 75 816 | 101 407 |

## Экономика
Основу экономики города составляет сельскохозяйственное производство. Промышленность развита слабо.

## Транспорт
К востоку от города расположен небольшой одноимённый аэропорт (ICAO: HTSU, IATA: SUT).